# Edward Harrison Compton
Edward Harrison Compton (né le 11 octobre 1881, mort le 6 mars 1960) est un peintre et illustrateur allemand d'origine britannique.

## Biographie
Edward est né à Feldafing en Bavière, il est le second fils du peintre Edward Theodore Compton (en) (1849-1921) né en Angleterre. Il a contracté la poliomyélite à l'âge de 20 ans, et a été en fauteuil roulant les 20 dernières années de sa vie. Ses œuvres ont été exposées en particulier à l'Académie Royale de Londres, ainsi qu'à Munich et Berlin.
Il a deux sœurs, Marion Compton, peintre de fleurs, et Dora Keel-Compton, peintre de fleurs et de montagnes.